# Kreide (Geologie)
| Ära | Mesozoikum                                 |             |               |               |
| System davor | Jura                                       |             |               |               |
| Beginn | 145 mya                                    |             |               |               |
| Ende | 66 mya                                     |             |               |               |
| System danach | Paläogen                                   |             |               |               |
| Mittlerer atmosphärischer O2-Anteil | ca. 30 Vol.-% (150 % des heutigen Niveaus) |             |               |               |
| Mittlerer atmosphärischer CO2-Anteil | ca. 1700 ppm (4-faches heutiges Niveau)    |             |               |               |
| Mittlere Bodentemperatur | ca. 23 °C (8,5 °C über heutigem Niveau)    |             |               |               |
| \| ❮ \| System \| Serie \| Stufe \| ≈ Alter (mya) \| \| ❮ \| später \| später \| später \| jünger \| \| - \| ----------- \| ----------- \| ------------- \| ------------- \| \| ❮ \| K r e i d e \| Oberkreide \| Maastrichtium \| 66 ⬍ 72 \| \| ❮ \| K r e i d e \| Oberkreide \| Campanium \| 72 ⬍ 83,6 \| \| ❮ \| K r e i d e \| Oberkreide \| Santonium \| 83,6 ⬍ 86,3 \| \| ❮ \| K r e i d e \| Oberkreide \| Coniacium \| 86,3 ⬍ 89,7 \| \| ❮ \| K r e i d e \| Oberkreide \| Turonium \| 89,7 ⬍ 93,9 \| \| ❮ \| K r e i d e \| Oberkreide \| Cenomanium \| 93,9 ⬍ 100,5 \| \| ❮ \| K r e i d e \| Unterkreide \| Albium \| 100,5 ⬍ 112,9 \| \| ❮ \| K r e i d e \| Unterkreide \| Aptium \| 112,9 ⬍ 126,3 \| \| ❮ \| K r e i d e \| Unterkreide \| Barremium \| 126,3 ⬍ 130,7 \| \| ❮ \| K r e i d e \| Unterkreide \| Hauterivium \| 130,7 ⬍ 133,9 \| \| ❮ \| K r e i d e \| Unterkreide \| Valanginium \| 133,9 ⬍ 139,3 \| \| ❮ \| K r e i d e \| Unterkreide \| Berriasium \| 139,3 ⬍ 145 \| \| ❮ \| früher \| früher \| früher \| älter \| |                                            |             |               |               |
| ❮ | System                                     | Serie       | Stufe         | ≈ Alter (mya) |
| ❮ | später                                     | später      | später        | jünger        |
| ❮ | K r e i d e                                | Oberkreide  | Maastrichtium | 66 ⬍ 72       |
| ❮ | K r e i d e                                | Oberkreide  | Campanium     | 72 ⬍ 83,6     |
| ❮ | K r e i d e                                | Oberkreide  | Santonium     | 83,6 ⬍ 86,3   |
| ❮ | K r e i d e                                | Oberkreide  | Coniacium     | 86,3 ⬍ 89,7   |
| ❮ | K r e i d e                                | Oberkreide  | Turonium      | 89,7 ⬍ 93,9   |
| ❮ | K r e i d e                                | Oberkreide  | Cenomanium    | 93,9 ⬍ 100,5  |
| ❮ | K r e i d e                                | Unterkreide | Albium        | 100,5 ⬍ 112,9 |
| ❮ | K r e i d e                                | Unterkreide | Aptium        | 112,9 ⬍ 126,3 |
| ❮ | K r e i d e                                | Unterkreide | Barremium     | 126,3 ⬍ 130,7 |
| ❮ | K r e i d e                                | Unterkreide | Hauterivium   | 130,7 ⬍ 133,9 |
| ❮ | K r e i d e                                | Unterkreide | Valanginium   | 133,9 ⬍ 139,3 |
| ❮ | K r e i d e                                | Unterkreide | Berriasium    | 139,3 ⬍ 145   |
| ❮ | früher                                     | früher      | früher        | älter         |

Die Kreide, in der populärwissenschaftlichen Literatur oft auch Kreidezeit (lateinisch Cretaceum, davon abgeleitet kretazeisch, meist verkürzt kretazisch: kreidezeitlich, die Kreidezeit bzw. entsprechend alte Gesteinsformationen betreffend), ist ein Zeitabschnitt der Erdgeschichte. Innerhalb des Mesozoikums (Erdmittelalter) ist sie das jüngste und mit 80 Millionen Jahren das am längsten dauernde chronostratigraphische System (bzw. Periode in der Geochronologie). Sie begann vor rund 145 Millionen Jahren mit dem Ende des Juras und endete vor etwa 66 Millionen Jahren mit dem Beginn des Paläogens, des ältesten chronostratigraphischen Systems des Känozoikums.

## Geschichte und Namensgebung
Der Name Kreide wurde 1822 durch den belgischen Geologen Jean Baptiste Julien d’Omalius d’Halloy eingeführt. Er benannte das System nach den stark Calciumcarbonat-haltigen Fossilien von Krebstieren, Korallen, Muscheln, Schnecken und Einzellern, die in den Sedimenten der Kreide häufig  vorkommen. Das eher landläufig „Kreide“ genannte Gestein ist eine spezielle Form von Kalkstein. Allerdings können Sedimentgesteine der Kreidezeit aus völlig anderen Mineralen aufgebaut sein, wie beispielsweise die überwiegend aus Quarzkörnern bestehenden und häufig vorkommenden „Kreidesandsteine“, deren Bezeichnung ausschließlich auf ihre Entstehungszeit hinweist.

## Definition und GSSP
Der exakte Beginn des Kreide-Systems und damit ein GSSP ist bisher noch nicht abschließend festgelegt worden. Voraussichtlich wird die Untergrenze der Kreide (und der Unterkreide-Serie sowie der Berriasium-Stufe) durch das Erstauftreten der Ammoniten-Art Berriasella jacobi definiert werden. Das Ende der Kreide ist mit der Iridium-Anomalie der Kreide-Paläogen-Grenze sowie dem Aussterben zahlreicher Wirbeltier- und Wirbellosen-Gruppen sehr gut definiert.

## Gliederung der Kreide
Das Kreide-System wird heute in zwei Serien und 12 Stufen unterteilt:
- System: Kreide (145–66 mya)
  - Serie: Oberkreide (100.5–66 mya)
    - Stufe: Maastrichtium (72–66 mya)
    - Stufe: Campanium (83.6–72 mya)
    - Stufe: Santonium (86.3–83.6 mya)
    - Stufe: Coniacium (89.7–86.3 mya)
    - Stufe: Turonium (93.9–89.7 mya)
    - Stufe: Cenomanium (100.5–93.9 mya)

  - Serie: Unterkreide (145–100.5 mya)
    - Stufe: Albium (112.9–100.5 mya)
    - Stufe: Aptium (126.3–112.9 mya)
    - Stufe: Barremium (130.7–126.3 mya)
    - Stufe: Hauterivium (133.9–130.7 mya)
    - Stufe: Valanginium (139.3–133.9 mya)
    - Stufe: Berriasium (145–139.3 mya)

Übergeordnete, aber inzwischen veraltete Stufenbezeichnungen sind: Neokom (untere Unterkreide), Gault (obere Unterkreide), Emscher (jetzt Coniac und Santon) und Senonium (jetzt Santon, Campan und Maastricht).
In der Literatur wird für den Zeitraum von Alb bis Turon (teilweise sogar von Barrême bis Santon), in dem bedeutende erdgeschichtliche Ereignisse stattfanden (extremes Treibhausklima, sehr hohe plattentektonische Aktivität, besonders hohe globale Meeresspiegel, mehrere ozeanische Anoxia), seit den 1970er Jahren vermehrt die informelle Bezeichnung „Mittelkreide“ verwendet. Mittlerweile gibt es Bestrebungen, die traditionelle Zweigliederung der Kreide auch formell durch eine Dreigliederung in Unter-, Mittel- und Oberkreide zu ersetzen.

## Paläogeographie
Der Zerfall von Gondwana, der bereits im Jura begonnen hatte, setzte sich in der Kreide fort. So kam es zur Trennung der zu Beginn der Kreide noch zusammenhängenden Großkontinente Afrika-Südamerika und Australien-Antarktika-Indien. In der Unterkreide begann sich der Südatlantik reißverschlussartig von Süden nach Norden zu öffnen, bis im Turonium schließlich eine durchgehende Verbindung zum Zentralatlantik bestand. Im Zentralatlantik drang die bereits im Jura begonnene Ozeanspreizung zwischen Nordafrika und der nordamerikanischen Ostküste weiter nach Norden vor. Im Laufe der Unterkreide bildete sich das Teilstück zwischen der Iberischen Halbinsel und Neufundland. In der höheren Unterkreide und der tieferen Oberkreide spreizte auch die Biskaya, deren Verlängerung in den Pyrenäenraum reichte. In der Oberkreide entstand westlich von Irland ein Tripelpunkt – ein Ast mündete in ein Grabensystem zwischen Nordamerika und Grönland, der andere weitete sich in der Oberkreide und im Känozoikum zum Nordatlantik. In den Alpen ereigneten sich erste Kollisionen („vorgosauische Gebirgsbildung“).

## Klima
Das Klima in der Kreide war allgemein warm und ausgeglichen. Es ermöglichte einigen Dinosauriern, zumindest in den Sommermonaten bis in hohe südliche und nördliche Breiten vorzudringen. Die Pole waren eisfrei, und entsprechend war auch der Meeresspiegel sehr hoch, seinen Maximalwert erreichte er im Unterturon. Erst zum Ende der Kreide im Maastrichtium kam es zu einer Abkühlung und zu einer markanten Regression.

## Entwicklung der Fauna

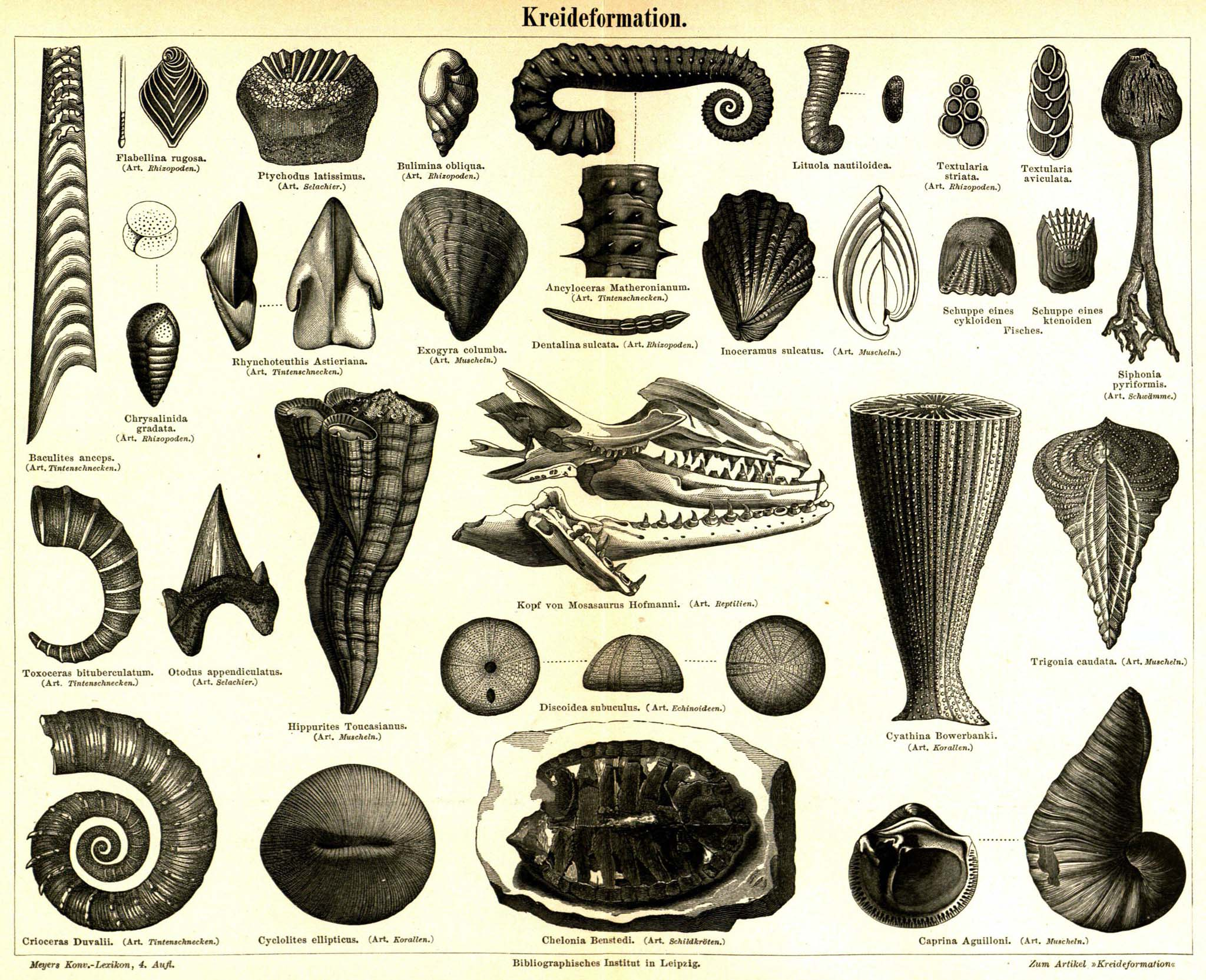
Fossilien der Kreide (Aus Meyers Konversations-Lexikon (1885–1890))

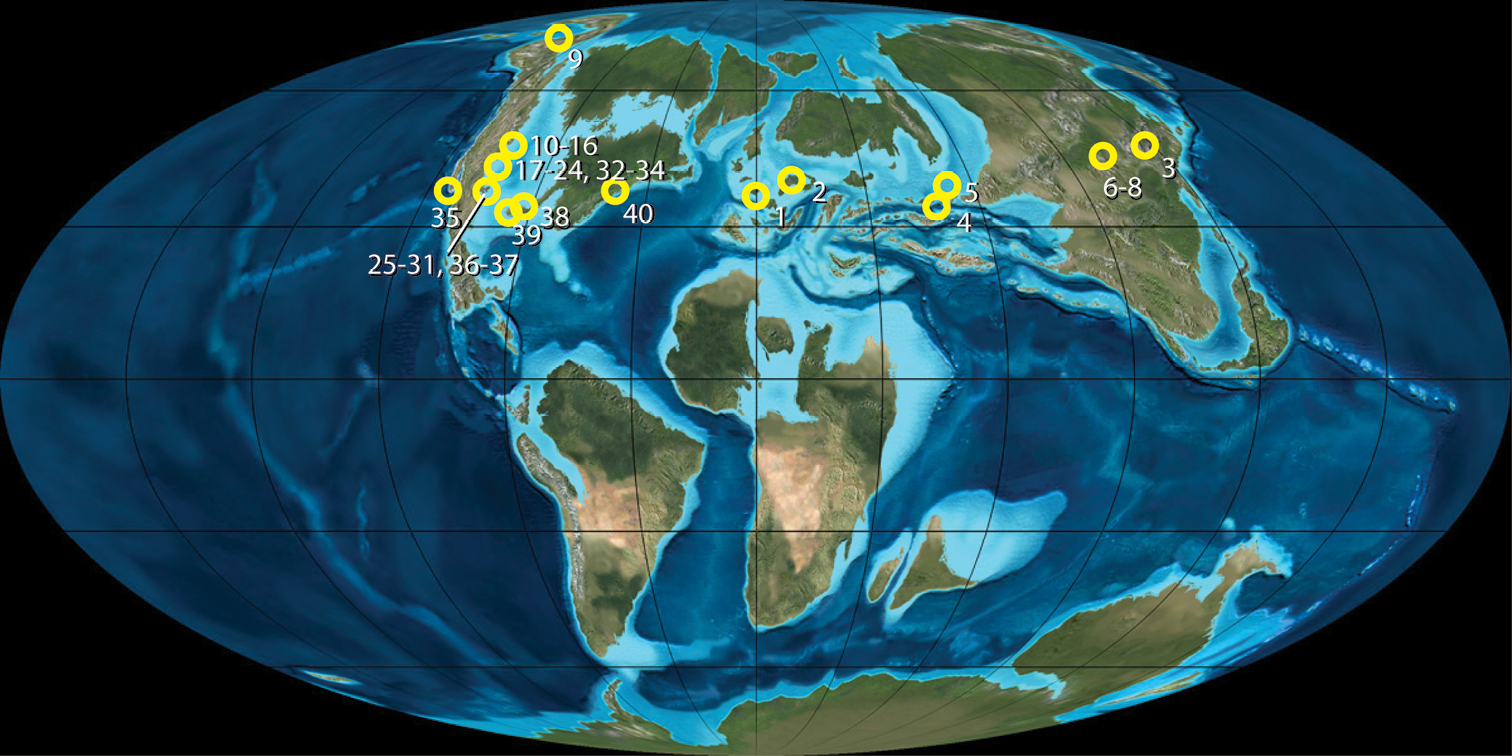
Fundstellen spätkreidezeitlicher Beuteltiere (Metatheria), verzeichnet auf einer paläogeographischen Karte für das Turon

Wie schon in der vorausgehenden Jura-Zeit wurde die terrestrische Makro- und Megafauna von Dinosauriern beherrscht. Die Titanosauria der Oberkreide waren die größten je lebenden Landlebewesen. Aus  Deutschland sind kreidezeitliche Dinosaurier vor allem durch zahlreiche fossile Trittsiegel und Fährten (Spurenfossilien) belegt. Berühmte Fundstellen sind Münchehagen, Obernkirchen und Barkhausen. Alle drei liegen in der Unterkreide des südlichen Niedersachsens. Die Fundstelle Münchehagen brachte unter anderem die fast 30 Meter lange Fährte Elephantopoides muenchehagensis hervor, die von einem großen Sauropoden verursacht wurde. Dinosaurier-Körperfossilien (d. h. Knochen und Zähne) sind aus jungunterkreidezeitlichen Füllungen von Karstspalten in devonischen Massenkalken im Norden des Sauerlandes (Briloner Sattel) bekannt. In der Lokalität Nehden handelt es sich in erster Linie um Überreste des Pflanzenfressers Iguanodon. In der Lokalität Balve belegen fossile Zähne die Existenz von sowohl kleineren (dromaeosauriden) als auch sehr großen (tyrannosauriden) Raubdinosauriern. Im Maastricht (oberste Oberkreide) des Nordrandes der bayerischen Alpen sind zudem Knochen eines Hadrosauriers gefunden worden. Die bedeutendste Dinosaurierfundstätte Österreichs ist Muthmannsdorf am Ostrand der Alpen nahe Wiener Neustadt. Dort sind in Ablagerungen des Campans (mittlere Oberkreide) die Überreste des Ankylosauriers Struthiosaurus, sowie des Ornithopoden (und damit Iguanodon-Verwandten) Mochlodon sowie eines nicht näher bestimmbaren Theropoden („Megalosaurus pannoniensis“) gefunden worden.
Auch in den Kreidemeeren lebten Reptilien. Typische Vertreter der Oberkreide sind die Mosasaurier, nahe Verwandte der heutigen Warane. Typische wirbellose Meerestiere der Kreidezeit sind Ammoniten und Belemniten. Die Ammoniten entwickelten in der Kreidezeit eine bis dahin nicht da gewesene Formenvielfalt, mit unter anderem bestachelten und/oder korkenzieherartig gewundenen Gehäusen (sogenannte heteromorphe oder „aberrante“ Ammoniten). Mit der Art Parapuzosia seppenradensis lebten auch die größten bekannten Ammoniten in der Kreidezeit. Ein Exemplar aus dem Campan der Westfälischen Bucht weist einen Gehäusedurchmesser von etwa 1,80 Meter auf.
Die Säugetiere der unterkretazischen Jehol-Fauna belegen, dass Säuger bereits in der frühen Kreidezeit eine gewisse ökologische Vielfalt entwickelt hatten und begannen, aus dem „Schatten der Dinosaurier“ herauszutreten. So enthält die Jehol-Fauna mit Eomaia einen der frühesten Vertreter der Eutheria, und dieser zeigt Anpassungen an eine baumkletternde Lebensweise. Besonders instruktiv ist jedoch Repenomamus giganticus, der größte bekannte Säuger des Mesozoikums, mit einer Schädellänge von knapp 20 Zentimetern und einem geschätzten Lebendgewicht von 12 bis 14 Kilogramm. In seinem Rippenkorb wurden Überreste von Jungtieren der Dinosauriergattung Psittacosaurus gefunden, was als erster unzweifelhafter Nachweis dafür gedeutet wird, dass Säugetiere in der Kreidezeit Dinosauriern nachstellten und diese auch fraßen.

## Entwicklung der Flora

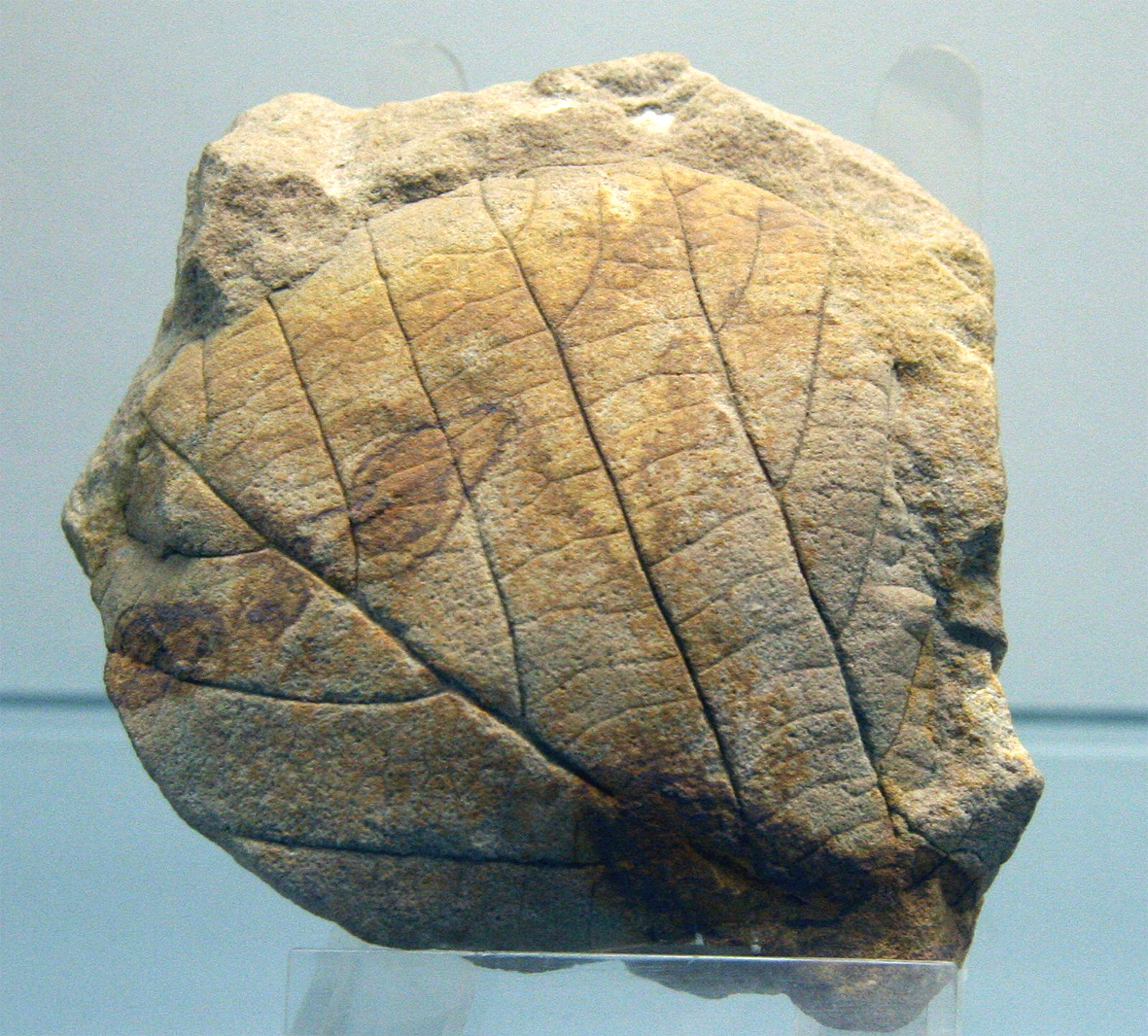
Fossiles Blatt von Credneria triacuminata

In der Unterkreide waren noch Bärlapppflanzen (Nathorstiana aborea), Farne (Weichselia, Hausmannia), Baumfarne, Ginkgoales (Baiera), Bennettitales, und Nadelbäume die vorherrschenden Pflanzen. Aus dieser Zeit stammen auch die Kohleflöze der Wealdenkohle im Weser-Ems-Gebiet am Rande des Teutoburger Waldes. Während der Kreide entwickelten sich die ersten strauchigen Blütenpflanzen. Erste in Deutschland nachgewiesene Laubholzgewächse waren Laurophyllum, Proteoides, Myrica und Salix aus dem Mittelturon von Dortmund. Aus dem Santon ist eine reiche Flora bekannt aus dem Raum Aachen, Gelsenkirchen, Coesfeld, Hannover und dem Teufelsmauersandstein am Harzrand. In der Oberkreide konkurrierten bereits viele Laubbäume wie Ahorn, Eiche oder Walnuss mit Nadelbäumen wie Sequoia und Geinitzia (aus den Aachener Schichten, Oberes Santonium). Gräser breiteten sich auf dem Festland aus und veränderten stark das Erosionsverhalten.

## Die Kreide in Mitteleuropa
In Mitteleuropa nördlich der Alpen bestehen die Ablagerungen der Unterkreide vor allem aus Tonsteinen und Sandsteinen, während die Sedimente der Oberkreide meist kalkig entwickelt sind. Allgemein überwiegen dabei die Ablagerungen der höheren Unterkreide (Apt und Alb) und der Oberkreide.
Gesteine der Kreidezeit stehen insbesondere im Raum Hannover, nördlich des Harzes (Subherzyne Kreide), im Teutoburger Wald an den Externsteinen, in der Westfälischen Bucht und im Raum von Aachen bis Lüttich (u. a. die Aachener Kreide) an. Berühmt sind die Kreidefelsen der Insel Rügen. Weiterhin finden sich bedeutende Ablagerungen aus der Kreidezeit am Ostrand der Fränkischen Alb, am Alpen-Nordrand, in der Umgebung von Dresden und Děčín (Elbsandsteingebirge), in der Böhmischen Kreidemulde (Nord-Tschechien) sowie in Polen im Tafeldeckgebirge des Umlandes des Heiligkreuzgebirges (Woiwodschaft Heiligkreuz) und am Karpaten-Nordrand.

## Besondere Ereignisse während der Kreide
Zu den bedeutenden Ereignissen der mittleren Kreidezeit zwischen ca. 120 Millionen und 80 Millionen Jahren gehört eine gewaltige Superplume-Aktivität im Bereich des westlichen Pazifiks. Der 40 Millionen Jahre anhaltende, weiträumig auftretende Vulkanismus auf dem pazifischen Ozeanboden hatte globale Auswirkungen und übte wahrscheinlich einen nachhaltigen Einfluss auf die Klimaentwicklung aus.
Trotz des während der Oberkreide vorherrschenden Tropenklimas postulieren einige Studien eine Vereisungsphase in höheren Breiten während des Turoniums (93,9 bis 89,7 mya). Allerdings bezweifeln andere Fachartikel diese Möglichkeit und lehnen die Existenz kontinentaler Eisschilde oder einer Meereisbedeckung in den damaligen Polarregionen zu diesem Zeitpunkt ab. Hingegen erbrachte eine umfangreiche geologische Untersuchung südaustralischer Regionen eindeutige Hinweise, unter anderem in Form von Tilliten, Dropstones und Diamiktit, dass auf dem Kontinent im Verlauf der Unterkreide mehr oder minder ausgeprägte Gletscherbildungen stattfanden.

## Ende der Kreide
Das Ende der Kreidezeit ist gekennzeichnet durch ein weltweites Massenaussterben, das fast alle Tiergruppen und viele Pflanzengruppen erfasste. Verursacht wurde dieses durch einen Asteroideneinschlag auf der mexikanischen Halbinsel Yucatán (Chicxulub-Krater). Manche Wissenschaftler sehen im enormen Vulkanismus bei der Entstehung des Dekkan-Trapps zum Ende der Kreidezeit einen mitentscheidenden Grund.